# Torkel Wallmark
John Torkel Wallmark, född 4 juni 1919 i Stockholm, död 5 februari 2007 i Kungsbacka, var en svensk elektroingenjör och forskare inom halvledarelektronik och innovationsteknik. 
Torkel Wallmark tog civilingenjörsexamen vid Kungliga Tekniska högskolan 1944, blev teknologie licentiat 1947 och teknologie doktor 1953. Han var därefter forskare vid Radio Corporation of America i Princeton, USA 1953–1964.
År 1964 återvände han till Sverige som professor i fasta tillståndets elektronik vid Chalmers tekniska högskola. (Professuren benämndes inledningsvis elektronfysik III). Han övergick 1983 till en personlig professur i innovationsteknik vid Chalmers, som var den första inom detta ämnesområde i Sverige. Wallmarks verksamhet inom innovationsteknik har bidragit till etablerandet av groddföretag baserade på forskning vid svenska tekniska högskolor, särskilt Chalmers.
Torkel Wallmark invaldes 1970 som ledamot av Ingenjörsvetenskapsakademien och blev 1984 ledamot av Vetenskapsakademien. Han tilldelades 1982 Polhemspriset för forskning inom området fasta tillståndets elektronik, 1989 KTH:s stora pris för att ha byggt upp innovationcentrum vid Chalmers, och 1989 Ingenjörsvetenskapsakademiens stora guldmedalj med motiveringen "för hans internationellt sett framstående insatser inom halvledartekniken och hans stimulans till industriellt nyföretagande".
Torkel Wallmark är begravd på Gamla kyrkogården i Kungsbacka.